# Chiharu Icho
Chiharu Icho (en japonés: 伊調千春, Icho Chiharu; Hachinohe, 6 de octubre de 1981) es una deportista japonesa que compitió en lucha libre. Su hermana Kaori compitió en el mismo deporte.
Participó en dos Juegos Olímpicos de Verano, Atenas 2004 y Pekín 2008, obteniendo una medalla de plata en  cada edición, ambas en la categoría de 48 kg. En los Juegos Asiáticos de 2006 consiguió la medalla de oro en la misma categoría.
Ganó cuatro medallas en el Campeonato Mundial de Lucha entre los años 2002 y 2007, y tres medallas de oro en el Campeonato Asiático de Lucha entre los años 2001 y 2008.

## Palmarés internacional
| Juegos Olímpicos    | Juegos Olímpicos            | Juegos Olímpicos | Juegos Olímpicos |
| Año                 | Lugar                       | Medalla          | Categoría        |
| ------------------- | --------------------------- | ---------------- | ---------------- |
| 2004                | Atenas (Grecia)             | Medalla de plata | 48 kg            |
| 2008                | Pekín (China)               | Medalla de plata | 48 kg            |
| Campeonato Mundial  |                             |                  |                  |
| Año                 | Lugar                       | Medalla          | Categoría        |
| 2002                | Calcis (Grecia)             | Medalla de plata | 51 kg            |
| 2003                | Nueva York (Estados Unidos) | Medalla de oro   | 51 kg            |
| 2006                | Cantón (China)              | Medalla de oro   | 48 kg            |
| 2007                | Bakú (Azerbaiyán)           | Medalla de oro   | 48 kg            |
| Juegos Asiáticos    |                             |                  |                  |
| Año                 | Lugar                       | Medalla          | Categoría        |
| 2006                | Doha (Catar)                | Medalla de oro   | 48 kg            |
| Campeonato Asiático |                             |                  |                  |
| Año                 | Lugar                       | Medalla          | Categoría        |
| 2001                | Ulán Bator (Mongolia)       | Medalla de oro   | 48 kg            |
| 2004                | Tokio (Japón)               | Medalla de oro   | 48 kg            |
| 2008                | Jeju (Corea del Sur)        | Medalla de oro   | 48 kg            |